# Brachypeza laotica
Brachypeza laotica là một loài thực vật có hoa trong họ Lan. Loài này được (Seidenf.) Seidenf. mô tả khoa học đầu tiên năm 1973.